# Марзанов, Нурбий Сафарбиевич
Марзанов Нурбий Сафарбиевич (род. 9 февраля 1952 года, аул Урупский, Краснодарский край) — доктор биологических наук, профессор, главный научный сотрудник Федерального научного центра животноводства ВИЖ имени академика Л. К. Эрнста(ФГБНУ ФНЦ ВИЖ им. Л. К. Эрнста). За разработку и внедрение принципов генетического мониторинга в селекцию сельскохозяйственных животных в 2002 году присуждена премия Правительства Российской Федерации.

## Биография
Нурбий Сафарбиевич Марзанов родился 9 февраля 1952 года в ауле Урупском Успенского района Краснодарского края, в черкесской семье. После окончания ветеринарного факультета Ставропольского сельскохозяйственного института (1974 год) и службы в рядах Советской Армии (1974—1975 годы) он до 1988 года работал во Всесоюзном НИИ овцеводства и козоводства (ВНИИОК), с 1988 по 1990 год — в Молдавском НИИ животноводства и ветеринарии.
С 1990 по 1993 годы Н. С. Марзанов — докторант Всероссийского НИИ животноводства (ВИЖ). В 1994 году защитил докторскую диссертацию, в 1998 году ему присвоено научное звание профессор. В 1979 году Н. С. Марзанов проходил стажировку в Институте Зоотехники (Краков, Польша) и Литовской ветеринарной академии (Каунас, Литва, 2003).
Проф. Н. С. Марзановым опубликовано 380 научных работ. Автор 12 книг, 4 патентов, 6 рекомендаций, 3 учебных пособий, 2 технических условий (ТУ), 2 инструкций и 2 наставлений, утвержденных МСХ РФ (1984, 2001).
Впервые им показана геногеография и особенности аллелофонда по группам крови, полиморфным белкам крови и молока у 47 пород и помесей овец и коз на территории бывшего СССР. На основе полученных результатов, разработана система использования генетических маркеров у мелкого рогатого скота, которая включает проведение массовой аттестации племенных животных, с целью характеристики различных пород, типов и линий, оценки их аллелофонда, определения достоверности происхождения потомства, выявления моно- и дизиготных ягнят и козлят, оценки баранов по качеству потомства, что очень важно для грамотного ведения селекционной работы в овцеводстве и козоводстве.
Н. С. Марзановым организован ряд экспедиций по изучению различных пород овец и крупного рогатого скота по микросателлитам на территории бывшего СССР. Совместно с коллегами и учениками аттестовано 45 пород овец в России, Азербайджане, Казахстане, Молдове и Украине. Впервые показана генетика романовской породы, одной из 200 уникальных пород овец в мире. Наряду с этим, были проведены исследования мтДНК и Y-хромосомы с целью оценки эволюции и происхождения вида и пород овец. Нурбий Сафарбиевич — участник российско-финского проекта «Россия в процессе перемен».
Совместно с коллегами были разработаны оригинальные методы диагностики мутантных BL, CV и BY аллелей у элитных быков голштинской породы. Проведены масштабные исследования по геногеографии BL, CV и BY мутаций от Белгородской области до Дальнего Востока. Наряду с группами крови и характеристиками по κаппа-казеину эти данные заносятся в каталоги ОАО «Головной центр по воспроизводству сельскохозяйственных животных» МСХ РФ, ОАО «Московское» по племенной работе, ОАО «Кировгосплем» и др. По этим мутациям предложены оригинальные тест-системы, получены патенты. Тем самым создан прецедент искоренения мутантных аллелей в высокопродуктивных стадах крупного рогатого скота.
Впервые у коз показана связь генотипа ВВ по αS1-казеину с сыродельческими свойствами молока. Разработаны принципы цитогенетического мониторинга у животных, использования Hal-гена у пород свиней, изучена общность эритроцитарных антигенов у 8 видов жвачных животных, предложена система анализа геномов крупного рогатого скота и овец. Начаты работы по изучению полиморфизма бета-казеина у крупного рогатого скота, белки которого оказывают влияние на здоровье человека, устойчивости к лейкозу у крупного рогатого скота, по созданию банка семени от редких видов и пород животных. В его работах много внимания уделяется рациональному использованию биоразнообразия животных, предложено современное определение понятия «порода».
Участник международных конференций, связанных с трудами Международного общества генетики животных (МОГЖ, 1986—2006), Европейской ассоциации по животноводству (1982, 1999—2003), ФАО (1998), Международной мериносовой федерации (2001). Его работы печатались в международных журналах — «Science», «BMC Genetics», «Molecular Biology and Evolution», «Animal Genetics», «Molecular Ecology», «Genetics, Selection, Evolution», «Cell Stress and Chaperones» и др. Под его руководством защищено 5 докторских и 21 кандидатская диссертация, подготовлены специалисты для Казахстана, Молдовы, Бангладеш, Ирана, Панамы.
Н. С. Марзанов — член диссертационных советов при ФГБНУ ФНЦ ВИЖ им. Л. К. Эрнста и Московской государственной академии ветеринарной медицины и биотехнологии им. К. И. Скрябина, лауреат I премии РАСХН за лучшую научную работу (1997 год), лауреат Премии Правительства Российской Федерации  в области науки и техники за разработку и внедрение принципов генетического мониторинга в селекцию сельскохозяйственных животных (2002 год), почетный член Общества интеллигенции Республики Азербайджан (2007 год).

## Вклад в науку
Под руководством Н. С. Марзанова проведены исследования по выявлению BL-, CV-, BY — мутаций у крупного рогатого скота, определена геногеография данных наследственных пороков в популяциях Российской Федерации. Предложены принципы аттестации BL-, CV-, BY — мутаций и ряда других моногенных наследственных болезней, а также разработаны мероприятия по элиминации генетического груза и предотвращения его распространения в другие регионы России. В настоящее время BL-, CV-, BY — мутации, формы κ-казеина и аллели групп крови заносят в родословные быков-производителей ведущих племпредприятий страны, даны необходимые рекомендации при планировании дальнейшего использования этих животных. С участием профессора Марзанова Н. С. разработана классификация генетических маркеров, определён перечень наиболее полиморфных «локусов» микросателлитов ДНК для оценки уровня гетерозиготности у овец и крупного рогатого скота, составлены карты генов сельскохозяйственных животных.

## Публикации

### Книги
1. Марзанов Н. С. Иммунология и иммуногенетика овец и коз. Штиинца. Кишинев. 1991. 238с.
2. Кленовицкий П. М., Марзанов Н. С., Багиров В. А., Насибов М. Г. Генетика и биотехнология в селекции животных. Москва. 2004. 285с.
3. Марзанов Н. С., Насибов М. Г., Озеров М. Ю., Кантанен Ю. Аллелофонд у различных пород овец по микросателлитам. ООО «13-й формат». Дубровицы.
2004. 119с.
4. Марзанов Н. С., Канатбаев С. Г., Марзанова Л. К. Генетические маркеры у коз. ЗКФ АО «НЦНТИ». Уральск. Казахстан. 2008. 111с.
5. Марзанов Н. С., Насибов М. Г., Марзанова Л. К., Озеров М. Ю., Кантанен Ю., Лобков В. Ю. Генетические маркеры в теории и практике разведения овец. Изд-во «Пионер». Москва. 2010. 184с.
6. Марзанов Н. С., Амерханов Х. А., Марзанова Л. К., Кантанен Ю., Озеров М. Ю., Петров С. Н., Марзанова С. Н. Эволюция и генная технология в тонкорунном овцеводстве. — Москва: ФГБНУ «Росинформагротех». 2012. 176с.
7. Марзанов Н. С., Ескин Г. В., Турбина И. С., Девришов Д. А., Тохов М. Х., Марзанова С. Н. Генодиагностика и распространение аллеля иммунодефицита, или BLAD-синдрома, у черно-пестрой породы крупного рогатого скота. — Москва: ФГБНУ «Росинформагротех». 2013. 105с.
8. Марзанов Н. С., Фейзуллаев Ф. Р., Марзанова Л. К., Комкова Е. А., Озеров М. Ю., Кантанен Ю., Лазебный О. Е., Марзанова С. Н. Оценка аллелофонда овец полутонкорунных пород по различным типам генетических маркеров. Издательство «ЗооВетКнига». Москва. 2017. 68с.

### Статьи
1. Марзанов Н. С., Турбина И. С., Ескин Г. В., Турбина Г. С., Попов А. Н., Игнатьев В. М., Харлициус Б. Скрининг гена дефицита лейкоцитарной адгезии у черно-пестрого голштинизированного скота. Сельскохозяйственная биология. 2003. N6. P.23-30.
2. Ozerov M., Marzanov N.S., Tapio M., Kiselova T., Kantanen J. Microsatellite analysis of genetic diversity in Russian and Ukrainian sheep breeds // Animal Breeding in the Baltics. Tartu. Estonia. 2004. P.188-193.
3. Ozerov M., Tapio M., Marzanov N.S., Kiseleva T., Kantanen J. Genetic differentiation of East European and Caucasian sheep breeds by microsatellites // XI Baltic Animal Breeding and Genetics Conference. Palanga. Lithuania. 2005. P.132-136.
4. Марзанов Н. С., Саморуков Ю. В., Ескин Г. В., Насибов М. Г., Марзанова Л. К., Канатбаев С. Г., Букаров Н. Г. Сохранение биоразнообразия. Генетические маркеры и селекция животных. Сельскохозяйственная биология. 2006. № 4. С.3-19.
5. Марзанов Н. С. Генетические ресурсы животных — это национальная ответственность. Материалы трудов Международной конференции, посвященные 120-летию со дня рождения выдающегося ученого Н. И. Вавилова. Известия ТСХА. 2007. Вып. 5. С.135-141.
6. Tapio M., Marzanov N., Ozerov M., Cinkulov M., Gonzarenko G., Kiselyova T., Murawski M., Viinalass H., Kantanen J. Sheep Mitochondrial DNA Variation in European, Caucasian, and Central Asian Areas. Molecular Biology and Evolution. 2006. Vol.23. N9. P.1776-1783.
7. Meadows J.R.S., Hanotte O., Drogemüller C., Calvo J., Godfrey R., Coltman D., Maddox J.F., Marzanov N., Kantanen J., Kijas J. Globally dispersed Y chromosomal haplotypes in wild and domestic sheep. Animal Genetics. 2006. Vol.37. N5. P.444-453.
8. Li Meng-Hua, Tapio I., Vilkki J., Ivanova Z., Kiselyova T., Marzanov N., Ćinkulov M., Stojanovic S., Ammosov I., Popov R., Kantanen J. The genetic structure of cattle populations (Bos taurus) in northern Eurasia and the neighbouring Near Eastern regions: implications for breeding strategies and conservation. Molecular Ecology. 2007. Vol.6. N18. P.3839-3853.
9. Cinkulov M., Tapio M., Ozerov M., Kiselyova T., Marzanov N., Pihler I., Olsaker I., Vegara M., Kantanen J. Genetic differentiation between the Old and New types of Serbian Tsigai sheep. Genetics. Selection. Evolution. 2008. Vol.40. P.321-331.
10. Chessa B., Pereira F., Arnaud F.… Marzanov N.S. Revealing the history of sheep domestication using retrovirus integrations. Science. 2009. Vol.324. N.5926. P.532-536.
11. Tapio M., Tapio I., Ozerov M., Toro M.A., Marzanov N., Kantanen J. Microsatellite-based genetic diversity and population structure of domestic sheep in northern Eurasia. BMC Genetics. 2010. Vol. 11. N76. P.1-36.
12. Marcos-Carcavilla A., González C., Serrano M., Mutikainen M., Kantanen J., Calvo J.H., Sanz A., Marzanov N.S., Pérez-Guzmán M.D. A SNP in the HSP90AA1 gene 5' flanking region is associated with the adaptation to differential thermal conditions in the ovine species // Cell Stress & Chaperones. 2010. Vol. 15. № 1. С. 95-100.
13. Laloë D., Moazami-Goudarzi K., Lenstra J.A., Ajmone Marsan P., Azor P., Baumung R., Bradley D.G., Bruford M.W., Cañón J., Dolf G., Dunner S., Erhardt G., Hewitt G., Kantanen J., Obexer-Ruff G., Olsaker I., Rodellar C., Valentini A., Wiener P., European Cattle Genetic Diversity Consortium: ……Marzanov N.S. ….. and Econogene Consortium. Spatial Trends of Genetic Variation of Domestic Ruminants in Europe // Diversity. 2010. Vol.2. P. 932—945.
14. Felius M., Koolmees P.A., Theunissen B., European Cattle Genetic Diversity Consortium: ……Marzanov N.S. ….., Lenstra J.A. On the Breeds of Cattle — Historic and Current Classifications. Review // Diversity. 2011. Vol.3. N4. P. 660—692.
15. Саида Марзанова, Давудай Девришов, Ирина Турбина, Виктор Нагорний, Яков Алексеев, Нина Коновалова, Дмитрий Сочивко, Петър Люцканов, Нурбий Марзанов. Диагностика на мутантния алел на комплекса от аномалии на гръбначния стълб (CVM) при холщайнизирано черно-шарено говедо чрез PCR-RT метода. Втора международна научна конференция: «Състояние и перспективи за развитие на генетичните ресурси в животновъдството» // Аграрни Науки. (Пловдив, България), 2013. Година V. Брой 14. С.9-12.
16. Min Zhang, Wei‐Feng Peng, Guang‐Li Yang, Feng‐Hua Lv, Ming‐Jun Liu, Wen‐Rong Li, Yong‐Gang Liu, Jin‐Quan Li, Feng Wang, Zhi‐Qiang Shen, Sheng‐Guo Zhao, EEr Hehua, Nurbiy Marzanov, Maziek Murawski, Juha Kantanen, Meng‐Hua Li. Y chromosome haplotype diversity of domestic sheep (Ovis aries) in northern Eurasia // Animal Genetics. 09/2014. DOI: 10.1111/age.12214.
17. Marzanova S.N., Nagorniy V.A., Devrishov D.A., Alekseev Ya.I., Konovalova N.V., Tokhov M.Kh., Eskin G.V., Turbina I.S., Lukashina A.A., Marzanov N.S. Founder Effect and Genogeography of CV and BL Mutations in Black and White Cattle. Russian Agricultural Sciences. 2016. Vol.42. N.1. P.80—83.
DOI 10.3103/S1068367416010134 (Изд-во «Springer-Verlag GmbH», Гейдельберг, ФРГ: http: //link.springer.com/article/10.3103/S1068367416010134).